# Nadia Pariss
Nadia Pariss (née le 1er janvier 1990 à Long Island, New York) est une actrice pornographique et un mannequin de charme afro-américaine. Elle est entrée dans l'industrie pornographique en 2011.

## Biographie
Nadia Pariss est née le 1er janvier 1990 d'un père Algérien expatrié en France et d'une mère sénégalaise.

## Filmographie
| Année | Film                                      | Studio                   |
| ----- | ----------------------------------------- | ------------------------ |
| 2011  | 8th Street Latinas 17                     | Pulse Distribution       |
| 2011  | Every Last Drop 18                        | Bang Productions         |
| 2012  | Fresh And Easy 2                          | Diabolic Video           |
| 2012  | Forcing Tiny Teens                        |                          |
| 2012  | Ramming Tight Teens                       |                          |
| 2012  | Party Of Three 2                          | Bang Productions         |
| 2012  | Black Girl Gloryholes 9                   | Blacks On Blondes        |
| 2012  | Paste My Face 29                          | Overboard Video          |
| 2013  | Load My Mouth 2                           | Brandon Iron Productions |
| 2014  | ATK Petites 15                            | Kick Ass Pictures        |
| 2014  | Big Mouthfuls 30                          | Bang Bros                |
| 2014  | I'm Young, Dumb And Thirsty For Cum 5     | Lethal Hardcore          |
| 2014  | My Wife Caught Me Assfucking Her Mother 7 | Devil's Film             |
| 2015  | Brand New Camgirlz                        | Fallout Films            |